# William David O’Brien
William David O’Brien (* 3. August 1878 in Chicago, USA; † 19. Februar 1962) war Weihbischof in Chicago.

## Leben
William David O’Brien empfing am 11. Juli 1903 das Sakrament der Priesterweihe.
Am 10. Februar 1934 ernannte ihn Papst Pius XI. zum Titularbischof von Calynda und bestellte ihn zum Weihbischof in Chicago. Der Erzbischof von Chicago, George Kardinal Mundelein, spendete ihm am 25. April desselben Jahres die Bischofsweihe; Mitkonsekratoren waren der Bischof von Dallas, Joseph Patrick Lynch, und der Weihbischof in Chicago, Bernard James Sheil. Am 18. November 1953 wurde William David O’Brien zum Titularerzbischof erhoben.
Über seine Tätigkeit im Erzbistum Chicago hinaus unterstützte er als Präsident der Catholic Church Extension Society den Aufbau katholischer Gemeinden auf den Amerikanischen Jungferninseln und auf den Britischen Jungferninseln.